# Marc Minkowski
Marc Minkowski, född 4 oktober 1962, är en fransk dirigent specialiserad på interpretation av fransk barockmusik.